# Chmelík
Chmelík település Csehországban, a Svitavyi járásban. Chmelík Trstěnice, Sebranice, Karle, Polička és Květná településekkel határos. Lakosainak száma 204 fő (2024. január 1.).

## Népesség
A település lakosságának változását az alábbi diagram mutatja:
| Lakosok száma | 472  | 481  | 478  | 239  | 213  | 211  | 185  | 192  | 181  | 204  |
|               | 1869 | 1890 | 1921 | 1950 | 1980 | 2001 | 2017 | 2019 | 2022 | 2024 |